# Distretto di Coyllurqui
Il distretto di Coyllurqui è un distretto del Perù nella provincia di Cotabambas (regione di Apurímac) con 7.494 abitanti al censimento 2007 dei quali 1.025 urbani e 6.469 rurali.
È stato istituito il 19 novembre 1942.